# Туманов Микола Гаврилович
Микола Гаврилович Туманов (6 травня 1887, місто Остров, тепер Псковської області, Російська Федерація — розстріляний 4 вересня 1936, місто Москва, тепер Російська Федерація) — радянський діяч, уповноважений Народного комісаріату фінансів РРФСР по УСРР, в. о. голови правління Держбанку СРСР. Член ВУЦВК та ЦВК ЗРФСР.

## Біографія
Народився в родині службовця. У 1901 році закінчив чотири класи міського училища Острова.
У 1901–1908 роках — діловод позичкової казни, помічник бухгалтера фірми Сандлера в місті Остров.
У 1908–1912 роках — бухгалтер фірми Сандлера в Санкт-Петербурзі; конторник Російського торгово-промислового банку; бухгалтер приватної фірми у Санкт-Петербурзі. Навчався на Загальноосвітніх курсах Чернишова у Санкт-Петербурзі.
У 1912–1915 роках — помічник завідувача відділення Банку зовнішньої торгівлі.
У 1915–1917 роках — санітар товариства Червоного Хреста у російській армії.
Член РСДРП(б) з квітня 1917 року.
З грудня 1917 року працював у Державному банку РРФСР.
З січня 1918 року — керуючий відділення Державного банку у Петрограді.
У 1918–1919 роках — керуючий (комісар) Народного банку Північної області у Петрограді.
У 1920—1922 роках — уповноважений Народного комісаріату фінансів РРФСР по УСРР.
З жовтня 1921 року — член правління Державного банку РРФСР.
З березня по жовтень 1922 року — член колегії Народного комісаріату фінансів РРФСР.
1 листопада 1922 — 1923 року — народний комісар фінансів Закавказької РФСР.
З 1923 по 16 січня 1926 року — член колегії Народного комісаріату фінансів РРФСР.
У березні 1924 — 16 січня 1926 року — в. о. голови правління Державного Банку СРСР.
З січня по травень 1926 року — голова Елеваторного комітету.
У червні 1926–1928 роках — член президії Державної планової комісії при Раді Праці та Оборони СРСР.
З лютого по листопад 1928 року — заступник торгового представника СРСР у Франції. У листопаді 1928–1931 роках — торговий представник СРСР у Франції.
У 1931–1932 роках — голова правління Банку довгострокового кредиту СРСР, член президії Вищої ради народного господарства (ВРНГ) СРСР.
З травня 1932 по серпень 1936 року — голова правління та керуючий Промислового банку СРСР, член колегії Народного комісаріату фінансів СРСР.
Заарештований органами НКВС 4 серпня 1936 року. Засуджений 3 вересня 1936 року до страти, розстріляний наступного дня. Похований на Донському цвинтарі Москви.
Реабілітований 20 серпня 1964 року.